# 49 idzie pod młotek
49 idzie pod młotek (ang. The Crying of Lot 49) – powieść Thomasa Pynchona, wydana w 1966 roku.
Uważana za najbardziej przystępną w dorobku pisarza (jest też najkrótszą z dotychczas wydanych). Główną bohaterką powieści jest Edypa Maas (ang. Oedipa Maas), która staje się wykonawczynią testamentu swojego eks-kochanka Pierce’a Inveraritego. Próba ustalenia, co kryje się za znakiem trąbki z tłumikiem, docieranie do prawdy, prowadzi przez labirynt znaczeń i powiązań (klasyczny obraz pynchonowskiej paranoi). Tłem dla głównego wątku jest fikcyjny konflikt pomiędzy dwiema firmami pocztowymi: Thurn und Taxis oraz Trystero. Pierwsza z wymienionych firm istniała naprawdę, druga powstała w wyobraźni autora.
Wydana niebawem po V., według niektórych stanowi do niej swoiste postscriptum (lub też jej zaginiony rozdział).
Polskie wydania powieści w przekładzie Piotra Siemiona:
- „Literatura na Świecie” (168) 7/1985
- Pomorze, 1990, ISBN 83-7003-126-9.
- Zysk i S-ka, 1995, ISBN 83-86211-95-4.
- Wydawnictwo Literackie, 2009, ISBN 978-83-08-04348-6.
- ArtRage, 2024[1]